# Prins Condébron

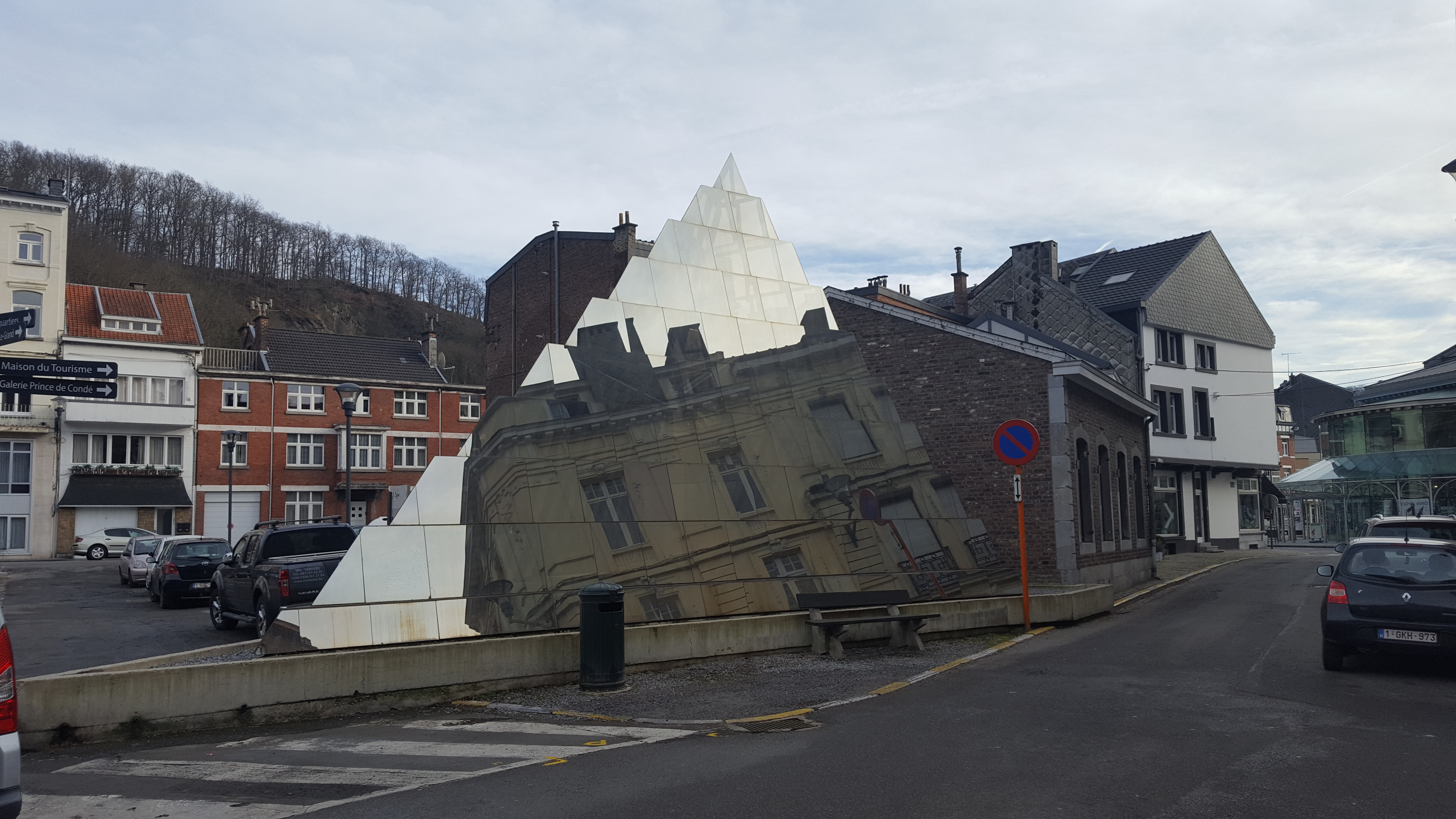
Prins Condébron

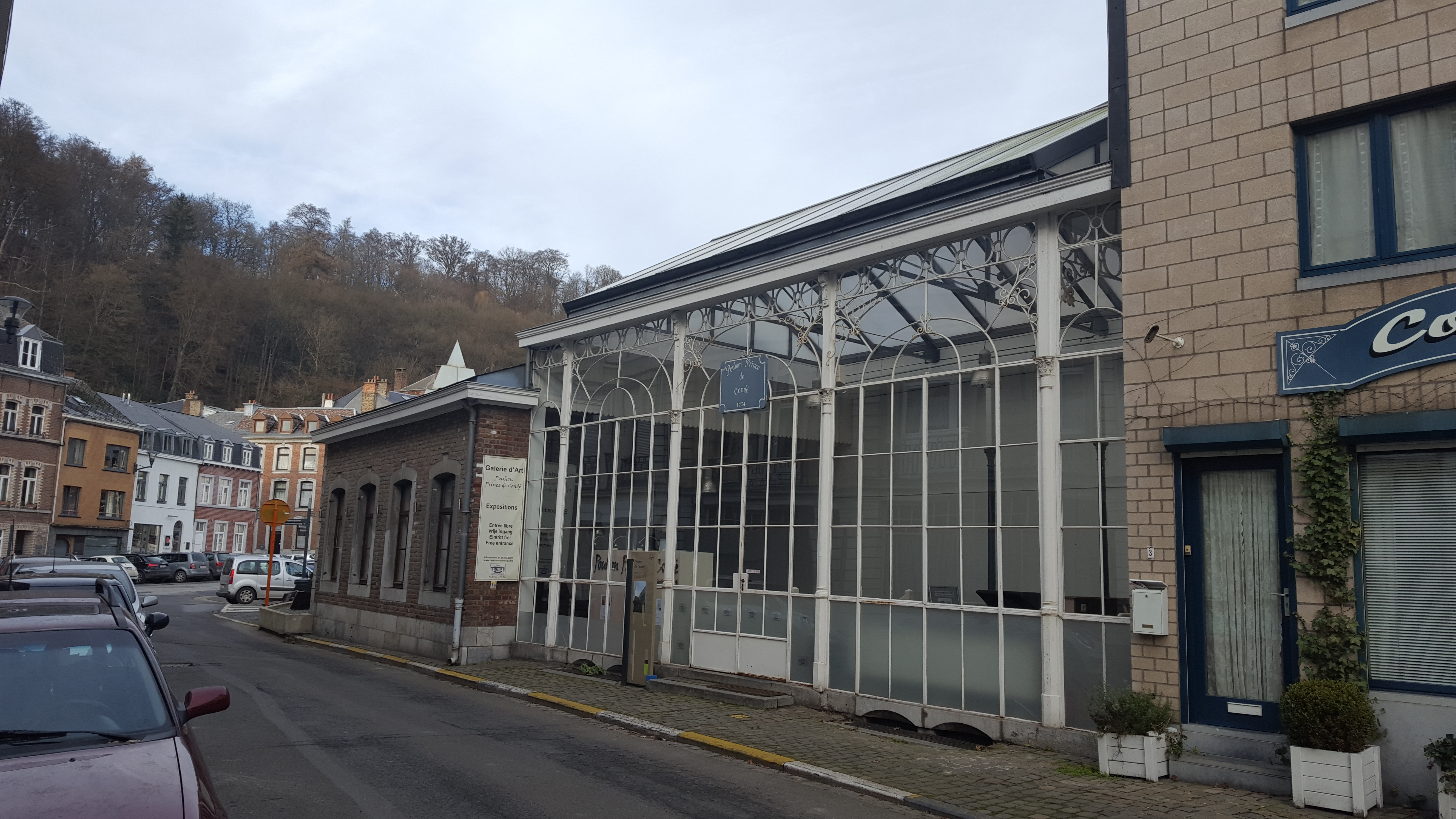
Prins Condébron

De Prins Condébron (Frans: Pouhon Prince de Condé of Source du Prince de Condé) is een bron in de Belgische gemeente Spa. De bron ligt in het centrum van Spa tussen de Rue Hôtel de Ville en de Rue Promenade de Quatre Heures.
De bron ligt in een zijstraat dicht bij de Peter-de-Grotebron en de Pouhon des Armes d'Autriche. Hetzelfde ondergrondse waterbekken voedt de bronnen. Door het laatste deel van het traject van het water heeft de Prins Condébron een rijkere minerale samenstelling. Het water is ijzerhoudend en koolzuurhoudend en wordt gebruikt bij hartaandoeningen.
In het gebouw worden er ook kunsttentoonstellingen gehouden.

## Geschiedenis
In 1849 werd de bron ontdekt door dhr. Schaltin in de kelder van zijn huis.
In oktober 1863 boorde hij de bron aan om bronwater af te gaan tappen. In mei 1863 had de firma Schaltin, Duplais et Cie verzocht om de bron tot openbaar nut te verklaren en geautoriseerd te worden deze te mogen exploiteren.
In december 1863 verwierp de rechtbank van Verviers de eis van de stad Spa jegens de eigenaar en de exploiteerders van de bron. De stad Spa nam deze stap omdat de omvang van het bronwater in de nabijgelegen Peter-de-Grotebron afnam.
In 1879 maakten ze gebruik van een rechthoekige ruimte van acht bij tien meter, voorzien van glazen dak en keramische vloer. De muren waren bedekt door rotsen waarin allerlei planten groeiden. Het water werd getapt uit twee bronnen en werd in twee zwart marmeren bassins opgevangen, onder een kunstmatige grot.
Meer dan 20 jaar lang exporteerde Schaltin veel bronwater in samenwerking met het bedrijf Vichy en was daarmee een grote concurrent. Ze vulden jaarlijks ongeveer 50.000 flessen water. Dit duurde totdat in 1903 de stad Spa de bron de bron voor 40.000 frank aankocht.
In 1988 bouwde men een piramide van glas naast het huis. 